# Långtjärnarna (Ytterhogdals socken, Hälsingland, 690368-146355)
Långtjärnarna är en sjö i Härjedalens kommun i Hälsingland och ingår i Ljungans huvudavrinningsområde.